# Pseudocharopa exquisita
Pseudocharopa exquisita är en snäckart som beskrevs av Peile 1929. Pseudocharopa exquisita ingår i släktet Pseudocharopa och familjen Charopidae. Inga underarter finns listade i Catalogue of Life.